# Наумахия (Гатчина)
«Наума́хия» — бассейн на берегу реки Колпанки на северной границе парка Сильвия в городе Гатчина Ленинградской области. Сооружение построено в конце XVIII века по проекту Николая Львова.
При проведении строительных работ на берегу реки Колпанки в конце XVIII века (строительстве «Фермы» и «Птичника») Н. Львов обратил внимание на ключ с хрустальной водой, расположенный у возводимого «Каскада со шлюзом». Архитектор задумал возвести здесь в миниатюре подобие «Наумахии» в Сиракузах — античного театра для представления морских сражений (навмахии). Своей Наумахии Н. Львов придал характер античной руины — нередкого украшения пейзажных парков второй половины XVIII века. Источник был оформлен гранитной рамой, к которой вела каменная лестница с фрагментами мраморных колонн наподобие античной руины.

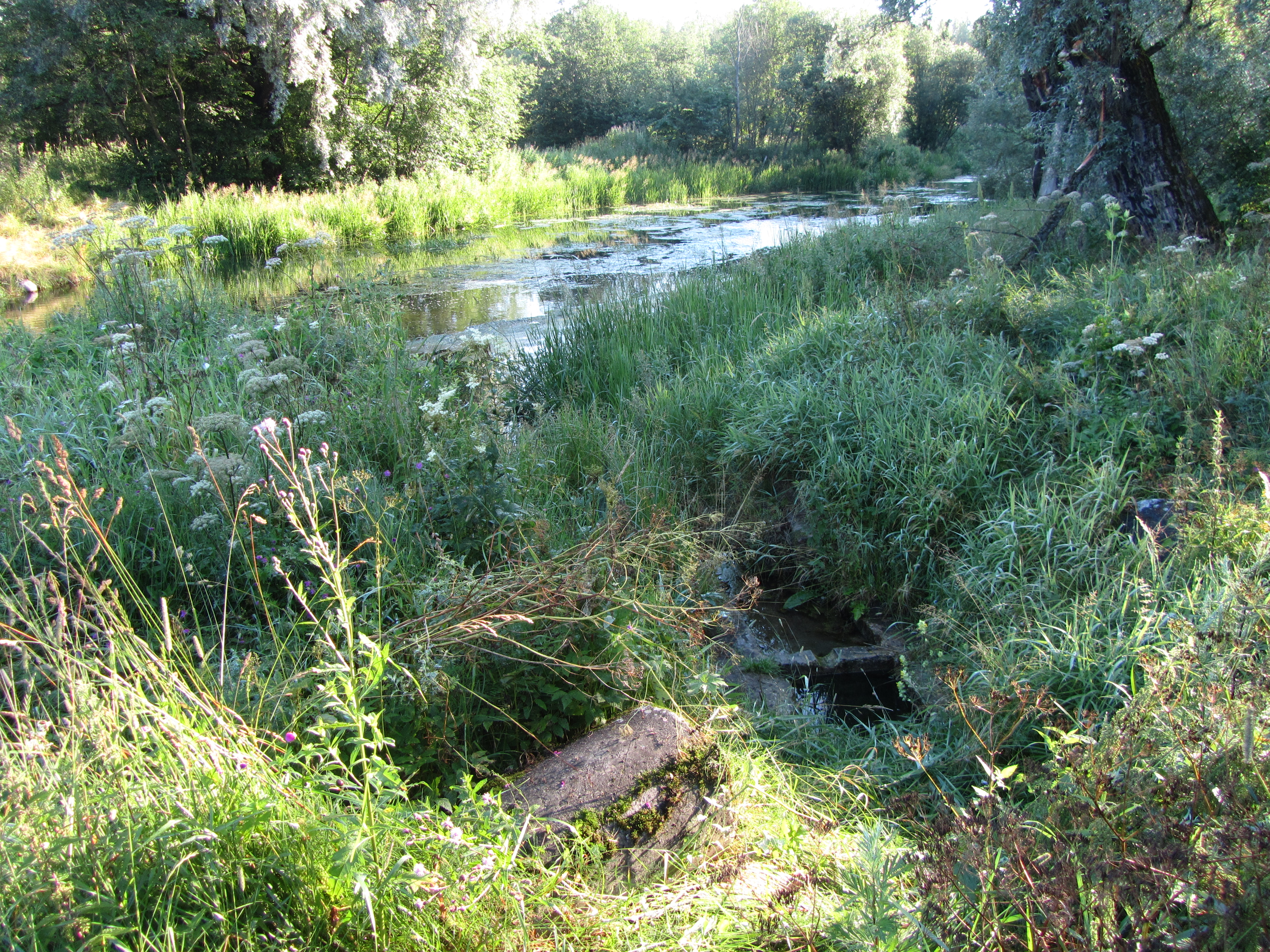
Наумахия, современное состояние (2012 год)

В течение полувека существования, в результате воздействия погодных факторов Наумахия обветшала. В 1854 году был произведён ремонт сооружения — восстановление бассейна, террасы и ступеней.
Впоследствии никакие работы здесь не проводились. Колонны разрушились, облицовка потрескалась. К настоящему времени Наумахия частично покрыта дёрном и, соответственно, вид на неё закрыт высокой травой.
Тем не менее, Наумахия имеет статус объекта культурного наследия Российской Федерации, код памятника № 4710204022